# VCC Móvil
VCC Móvil es un sistema CRM desarrollado por Best Commerce para dispositivos móviles PDA como Palm o Pocket PC. Este sistema tiene la capacidad de sincronizar la información recopilada en campo al sistema instalado en la PC.
Una característica de seguridad de este desarrollo es la autorización de uso por un determinado número de días; así cuando la autorización vence VCC Móvil se bloquea automáticamente dejando a salvo la información de sus operaciones y sobre todo la información de sus clientes.
- Datos: Q6158352